# 북구 갑 (인천)
북구 갑은 대한민국의 옛 국회의원 선거구이다. 당시 인천직할시 북구의 일부 지역을 관할했다.

## 역사
대한민국 제13대 국회의원 선거를 앞두고 동구·북구 선거구에서 분리되어 신설되었다.
1995년 3월 1일을 기해 인천광역시 북구가 부평구로 이름을 바꾸었고 북구의 일부가 계양구에 편입되었다. 이에 대한민국 제15대 국회의원 선거를 앞두고 북구 갑 선거구가 부평구 갑 선거구로 개편되면서 폐지되었다.

## 역대 국회의원
| 선거   | 정당 | 정당       | 의원   |
| ------ | ---- | ---------- | ------ |
| 1988년 |      | 통일민주당 | 정정훈 |
| 1992년 |      | 무소속     | 조진형 |

## 역대 선거 결과

### 대한민국 제13대 국회의원 선거
|  | 35.06% |

|  | 30.43% |

|  | 16.34% |

|  | 15.35% |

|  | 2.79% |

### 대한민국 제14대 국회의원 선거
|  | 30.16% |

|  | 25.28% |

|  | 24.64% |

|  | 12.93% |

|  | 5.14% |

|  | 1.82% |